# Chasing Cars
"Chasing Cars" é o terceiro single do quarto álbum de Snow Patrol, Eyes Open. Foi gravado em 2005 e lançado em 24 de Julho de 2006, no Reino Unido, como o segundo single. A canção ganhou uma significante popularidade nos Estados Unidos depois de ter sido apresentado no drama Grey's Anatomy. Isso foi notável como uma das músicas que foi revelada o impacto de downloads legais do single no Reino Unido. A música é a melhor-vendedora até a data, terminando com 2006 como a 14ª melhor vendedora de single do ano e em 2007, em muitos downloads, como a 34º melhor single do ano. O single durou 122 semanas no Top 75 do Reino Unido.
Em meados de 2011, a canção já havia vendido mais de 3,1 milhões de cópias (downloads) apenas nos Estados Unidos.

## Covers e samples
Uma versão trance da música foi remixada por Blake Jarrell & Topher Jones. Entrou ao ar em um programa de rádio popular A State of Trance em 17 de Agosto de 2006. Isso mais tarde foi votado para a 12ª edição de músicas tocadas na A State of Trance em 2006 pelos ouvintes. A música ainda foi usada em um mashup por Party Ben, que combinou a música com "Every Breath You Take" do The Police.
Em Março de 2007, Natasha Bedingfield fez cover da música no programa Ray Foley. Em Junho de 2007, Faith Hill e Tim McGraw apresentaram está música em um dueto no concerto Soul2Soul 2007.
Chordials, um grupo da Universidade de Cornell, fez cover em 2007.
Jo Frances fez cover da música em 2007 no seu álbum de estréia "Ultimately".
Shane Harper de Dance on Sunset fez cover em seu MySpace
Sarah Bettens (vocalista de K's Choice) incluiu uma cover na setlist da tour de 2007-2008.
Deutschland sucht den Superstar (versão de Ídolos alemã) teve Thomas Godoj cantando a música no Top-15 e a final com flashs de sua apresentação na temporada.
O ator Dave Coyne, conhecido como DCLugi, criou uma paródia intitulada Chasing Bars.
Em 2010, no programa The X Factor, a banda One Direction fez uma performance de "Chasing Cars" na semi-final.
Em 2012, no programa The X Factor USA, Beatrice Miller fez uma performance de "Chasing Cars" com o tema Ação de graças.
Foi feita também uma versão da música no episódio musical "Song Beneath the Song" de Grey's Anatomy na sétima temporada, sendo uma das músicas mais marcantes do seriado.

## Faixas
| - UK Promo (lançado em julho de 2006) 1. "Chasing Cars" [edição de rádio] – 4:08 2. "Chasing Cars" [versão do álbum] – 4:27 - UK CD (lançado em 24 de julho de 2006) 1. "Chasing Cars" [versão do álbum] – 4:27 2. "It Doesn't Matter Where, Just Drive" – 3:37 - UK 7" (lançado em 24 julho de 2006) 1. "Chasing Cars" [versão do álbum] – 4:27 2. "Play Me Like Your Own Hand" – 4:15 - CD europeu (lançado em outubro de 2006) 1. "Chasing Cars" [versão do álbumn] – 4:27 2. "Play Me Like Your Own Hand" – 4:15 3. "It Doesn't Matter Where, Just Drive" – 3:37 - EUA Promo (lançado em julho de 2006) 1. "Chasing Cars" [Edição do Top 40] – 3:58 | - EUA iTunes single (lançado em 6 junho de 2006) 1. "Chasing Cars" [Ao vivo de Toronto] – 4:28 - Edição especial Holandesa 1. "Chasing Cars" – 4:27 2. "You're All I Have" (Ao vivo da BNN) – 4:29 3. "How To Be Dead" (Ao vivo da BNN) – 3:24 4. "Chasing Cars" (Ao vivo da BNN) – 4:20 - México & Austrália Promo 1. "Chasing Cars" [edição de rádio] – 4:08 2. "Chasing Cars" [versão do álbum] – 4:27 - UK & Irlanda Bootleg 12" (lançado em 22 janeiro de 2007) 1. "Chasing Cars" [Blake Jarrell & Topher Jones Remix] – 7:35 2. "Open Your Eyes" [Allende Remix] – 7:29 |

## Paradas musicais
| Chart (2006)                                   | Peak position |
| ---------------------------------------------- | ------------- |
| Austrália (ARIA)                               | 53            |
| Áustria (Ö3 Austria Top 75)                    | 2             |
| Bélgica (Ultratop 50 de Flandres)              | 3             |
| Bélgica (Ultratip Bubbling Under da Valônia)   | 13            |
| Canadá (Canadian Hot 100)                      | 18            |
| República Checa (Rádio Top 100)                | 3             |
| Dinamarca (Hitlisten)                          | 13            |
| Europa (Billboard European Hot 100 Singles)    | 10            |
| França (SNEP)                                  | 57            |
| O campo songid é OBRIGATÓRIO PARA PARADA ALEMÃ | 8             |
| Irlanda (IRMA)                                 | 6             |
| Países Baixos (Single Top 100)                 | 21            |
| Nova Zelândia (Recorded Music NZ)              | 3             |
| Noruega (VG-lista)                             | 9             |
| Suécia (Sverigetopplistan)                     | 40            |
| Suíça (Schweizer Hitparade)                    | 4             |
| Reino Unido (UK Singles Chart)                 | 6             |
| Estados Unidos (Billboard Hot 100)             | 5             |
| Estados Unidos — Billboard Pop 100             | 6             |
| Estados Unidos (Billboard Adult Contemporary)  | 1             |
| Estados Unidos (Billboard Adult Top 40)        | 1             |
| Estados Unidos (Billboard Alternative Airplay) | 8             |
| Estados Unidos (Billboard Mainstream Top 40)   | 10            |

| Paradas (2006)         | Posição  |
| ---------------------- | -------- |
| UK Singles Chart       | 14       |
| Paradas (2007)         | Posição  |
| Alemanha Singles Chart | 38       |
| UK Singles Chart       | 34       |
| Billboard Hot 100      | 29       |
| Paradas (2008)         | Posição  |
| UK Singles Chart       | 95       |
| Paradas (2009)         | Posição  |
| UK Singles Chart       | 153      |
| Chart (2012)           | Position |
| UK Singles Chart       | 168      |

| Paradas (2000–2009)            | Posição |
| ------------------------------ | ------- |
| UK Top 100 Songs of the Decade | 49      |

| Paradas           | Posição |
| ----------------- | ------- |
| UK Download Chart | 14      |

## Certificações e vendas
| País                  | Vendas    | Certificação |
| --------------------- | --------- | ------------ |
| Alemanha (BVMI)       | 150 000   | Ouro         |
| Austrália (ARIA)      | 210 000   | 3× Platina   |
| Nova Zelândia (RIANZ) | 15 000    | Platina      |
| Reino Unido (BPI)     | 1 20 000  | 2× platina   |
| Estados Unidos (RIAA) | 3 900 000 | 5× platina   |